# Orimba
Orimba is een geslacht van vlinders van de familie prachtvlinders (Riodinidae), uit de onderfamilie Riodininae.

## Soorten
- O. alcmaeon (Hewitson, 1875)
- O. amethystina (Butler, 1867)
- O. aricoris Butler, 1877
- O. buckleyi (Grose-Smith, 1898)
- O. cleomedes (Hewitson, 1807)
- O. disparilis (Bates, 1868)
- O. epilecta Stichel, 1910
- O. epitus (Cramer, 1780)
- O. extensa Lathy, 1932
- O. fassli (Seitz, 1920)
- O. flammula (Bates, 1868)
- O. helice (Godman, 1903)
- O. hippocrate (Godman, 1904)
- O. lagus (Cramer, 1777)
- O. maeonis (Doubleday, 1847)
- O. megalia Stichel, 1911
- O. phaedon (Godman, 1903)
- O. plagiaria (Grose-Smith, 1902)
- O. preciosa Stichel, 1929
- O. pythioides (Butler, 1867)
- O. rhodinosa Stichel, 1911
- O. salvini (Staudinger, 1888)
- O. serica (Westwood, 1851)
- O. staudingeri Stichel, 1925
- O. tapaja (Saunders, 1858)
- O. terias (Godman, 1904)
- O. velutina (Butler, 1867)
- O. xanthodesma Stichel, 1928